# Північно-Булганацьке газове родовище
Північно-Булганацьке газове родовище — належить до Індоло-Кубанської нафтогазоносної області. 

## Опис
Відкрите в межах акваторії Азовського моря в 2000 р. Воно розташоване за 26 км на північ від м. Керч. Тут пробурено три пошукові (№ 1, 2, 3) і дві експлуатаційні (№ 4, 10) свердловини. У тектонічному плані Північнобулганацька структура належить до центральної, найбільш прогнутої частини Індольського олігоцен-антропогенового прогину і є глиняним діапіром в майкопських відкладах. За відбиваючим горизонтом І mk, приуроченим до покрівлі майкопської товщі, і матеріалами буріння, підняття є брахіантикліналлю субширотного простягання, яка ускладнена двома субмеридіональними розломами. Її розміри, у межах замкнутої ізогіпси — 1125 м, становлять 2,5 х 8,5 км, амплітуда — 170 м. Перспективна площа пастки не перевищує 19 км². Уверх по розрізу структура дещо виположується та зменшується в розмірах. Запаси не підраховувались.